# Gomme de casse

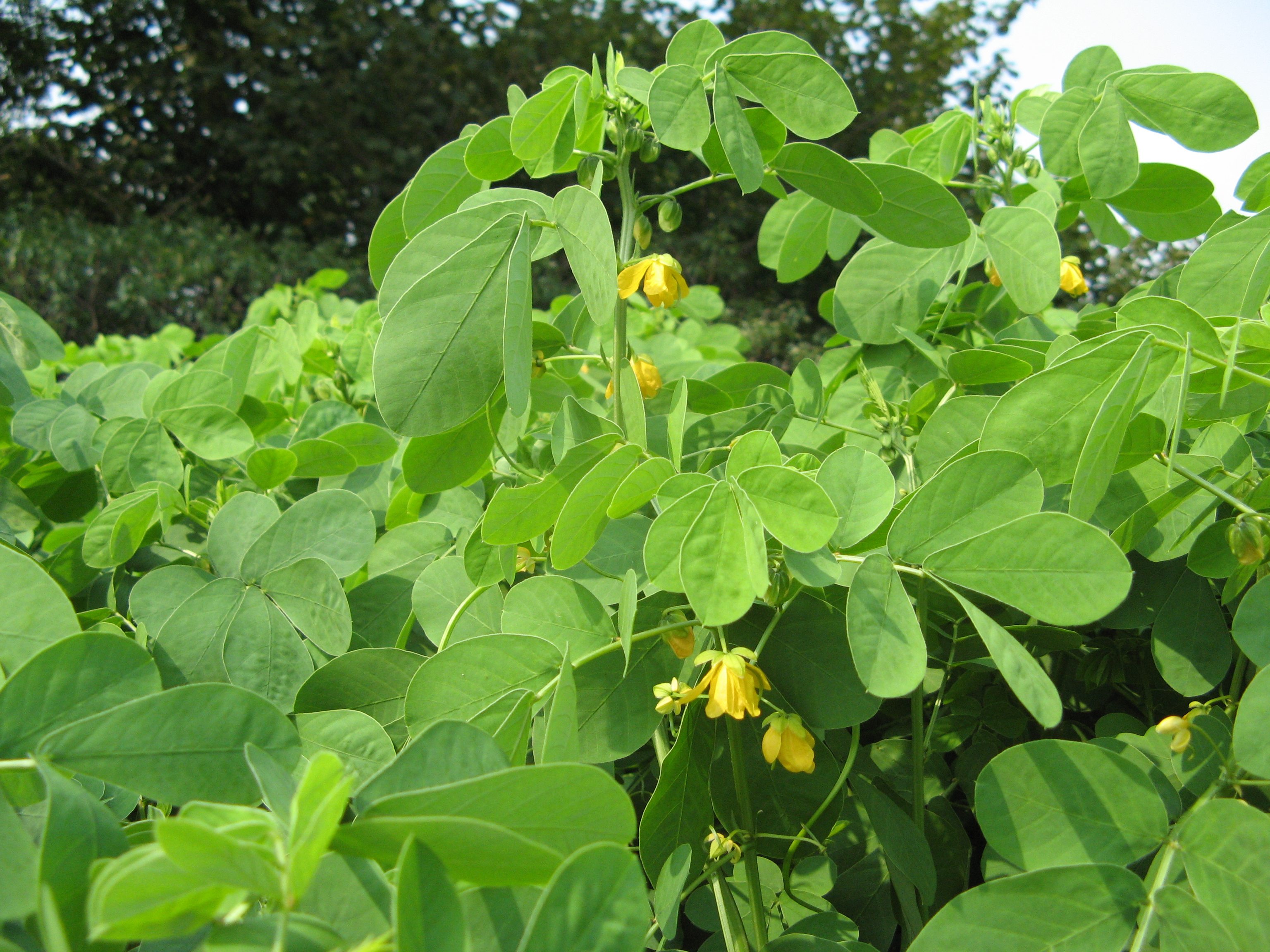
Le Senna obtusifolia d'où est tiré la gomme de casse.

La gomme de casse (ou gomme cassia) est une fibre alimentaire  obtenue à partir des graines de plantes des genres Cassia et Senna (famille des Fabaceae).

## Composition

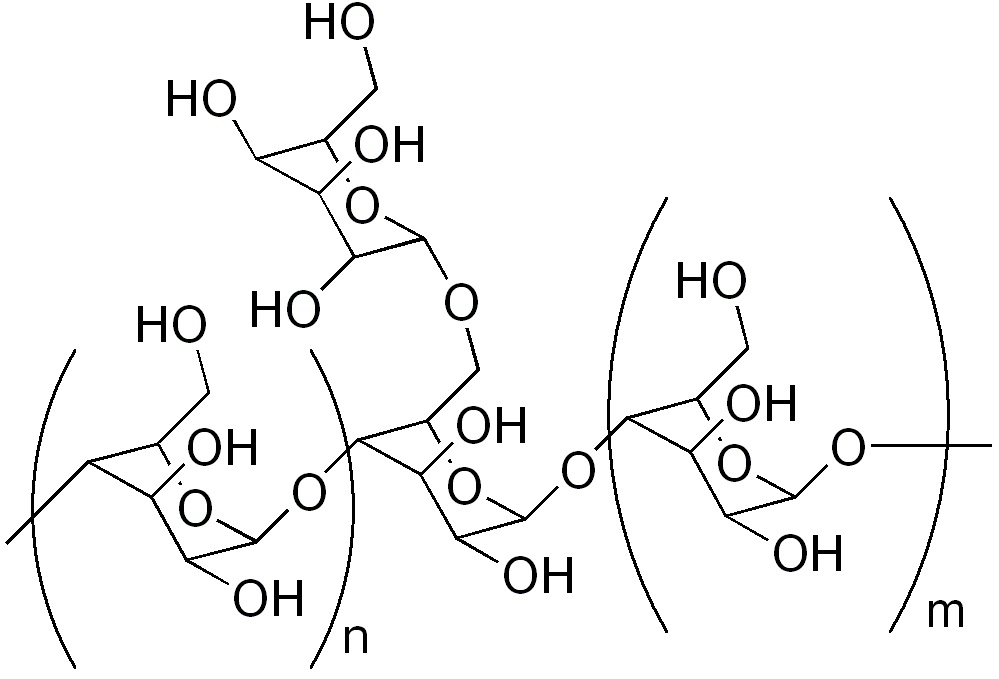
Structure des galactomannanes.

La gomme de casse est un polyoside du type galactomannane, comme la gomme de guar et la gomme tara. Elle est constituée d'une chaîne linéaire de monomères de mannose lié entre eux par une liaison osidique du type β(1→4) auxquelles se rattachent toutes les cinq unités de mannose environ, par une liaison osidique du type α(1→6), une unité de galactose. Ce qui donne un ratio entre le mannose et le galactose de 5 pour 1.
Son numéro CAS est 51434-18-5.
La gomme de casse peut contenir environ 70 mg/kg d’anthraquinones au total, cependant avec les nouveaux procédés de purification par extraction à l’isopropanol, ce niveau baisse sous le seuil de détection de 0,5 mg/kg.

## Métabolisme
La gomme de casse est considérée comme une fibre alimentaire résistante aux enzymes digestives de l’appareil gastro-intestinal. Bien que l’absorption et la distribution de cette gomme ne soit pas étudiées, il semble qu'elle soit excrétée sans subir de transformation importante. Ainsi seule la fermentation par la microflore intestinale peut conduire à la formation d’oligosides et d'oses qui seront absorbés et métabolisés via les voies biochimiques normales.

## Production
La gomme de casse est produite à partir de l’endosperme purifié des graines de Cassia tora et Senna obtusifolia (ou Cassia obtusifolia).

## Utilisations
La gomme de casse est destinée principalement à l'usage alimentaire comme additif alimentaire (texturant). Dans le système international de numérotation (SIN) des additifs ce texturant a le numéro 427.
L'ajout de la gomme de casse dans la liste des additifs autorisés en Europe a été demandé à la commission. L'autorité européenne de sécurité des aliments (l'AESA), par son groupe scientifique sur les additifs alimentaires, les arômes, les auxiliaires technologiques et les matériaux en contact avec les aliments (AFC) a conclu que l’utilisation de la gomme de casse en tant qu’additif pour les applications alimentaires proposées ne suscite pas d’inquiétude en matière de sécurité alimentaire. Donnant un avis favorable à son utilisation, son numéro E sera E427.
Les catégories de fonctions technologiques proposées pour la gomme de casse sont : émulsifiant, stabilisant, gélifiant et épaississant.
La gomme de casse est utilisée dans les crèmes glacées et les desserts lactés congelés afin de les stabiliser et de contrôler leur foisonnement, dans les pâtisseries industrielles afin d'améliorer la rétention d’eau, dans les soupes, sauces (sans huile) comme agent épaississant et dans d'autres applications (yaourts, saucisses et viande en conserve) pour améliorer la texture et de la rétention d’eau. Le niveau d'utilisation de la gomme casse dans les aliments se situe autour de 0,15 % avec un maximum de 0,25 %.

## Sécurité
La gomme de casse n'est ni mutagène, ni clastogène dans les cellules des mammifères.
La gomme de casse n'est pas génotoxique et les nombreuses autres galactomannanes semblables n'étant pas carcinogènes, des études sur la carcinogénicité à long terme ne sont pas nécessaires.
Les données toxicologiques sur la gomme de casse sont insuffisantes pour établir une dose journalière admissible (DJA). De plus, les données existantes ne suscitent aucune inquiétude.
La gomme de casse pouvant contenir 70 mg/kg d’anthraquinones ne présente aucune propriété toxicologique significative.